# A Merry Little Ex-Mas
A Merry Little Ex-Mas är en amerikansk komedifilm som har premiär på Netflix under 2025. Filmen är regisserad av Steve Carr efter ett manus skrivet av Holly Hester.

## Handling
Filmen handlar om ett nyligen separerat par som tänker fira en sista jul med sina barn innan hustrun säljer familjens hem för att flytta och börja om på nytt. Komplikationer uppstår när mannen tar med sin nya flickvän till julfirandet.

## Rollista (i urval)
- Alicia Silverstone
- Oliver Hudson
- Jameela Jamil
- Pierson Fode
- Melissa Joan Hart